# بوب كيسي (لاعب كرة قاعدة)
بوب كيسي (بالإنجليزية: Bob Casey)‏ هو لاعب كرة قاعدة أمريكي، ولد في 26 يناير 1859 في Adolphustown ‏ في كندا، وتوفي في 28 نوفمبر 1936 في سيراكيوز في الولايات المتحدة.

## وصلات خارجية
- بوب كيسي على موقعبيزبول رفرنس.كوم (الدوري الرئيسي) (الإنجليزية)
- بوب كيسي على موقعبيزبول رفرنس.كوم (الدوري الثانوي) (الإنجليزية)